# 何炳南墓
何炳南墓，是臺北市中正區臺北植物園境內一座修建年代不詳的古墓，墓碑以紅底楷書銘有「好德故考炳南何府君佳城」字樣，具體位置在荷花池畔賞荷廣場旁，目前已陷於荒蕪。

## 傳說

### 墓主來歷
相傳該墓葬為當地地主、清時艋舺「何大昌」家族族人、貿易商何炳南於健在時為自己親自督工建造的「佳城」，昔時臺北植物園一片地產多屬何家持有。有說法稱其死於黑死病。關於身世，有一說其為何賜卿叔父；另有說法則稱其無嗣。

### 未遷墳續存迄今的原因

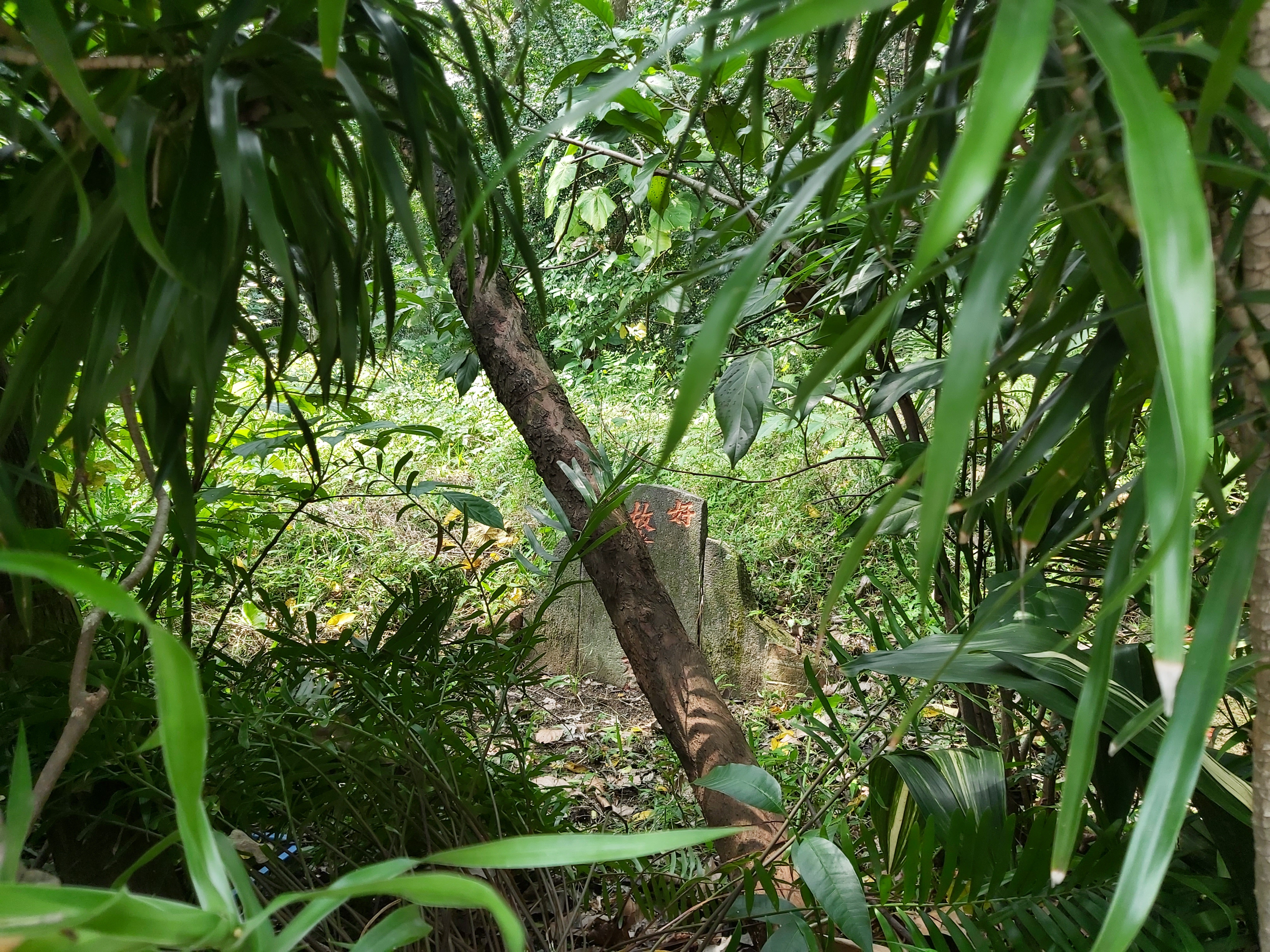
荒草中的墓塚

#### 當局約法說
1895年臺灣進入日治時期，日本政府向何家後人徵購土地闢建臺北苗圃，何家族人依據相關法律堅持不賣地，當局爲彰顯新政府落實「法治精神」特與家屬相約永久保存此墓。

#### 何賜卿為難說

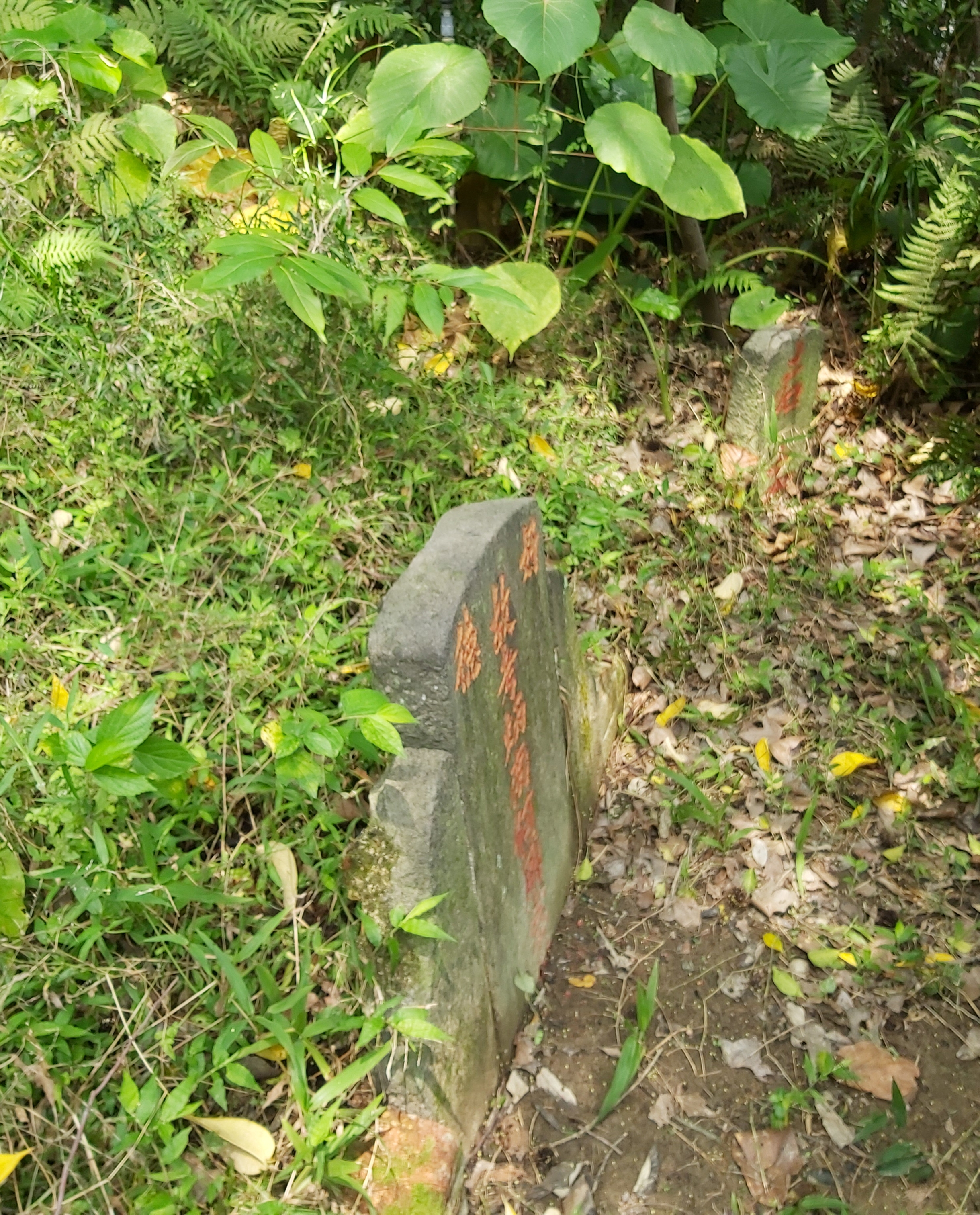
墓碑與后土側影

主張何炳南無嗣的說法認為，現今臺北植物園園區西南側有部分範圍在清治時期屬於墳墓用地，何墓位於墓園用地域內。該墓何時修建於當地說法各異，1985年學者吳逸生即提出觀點認為何炳南之墓是日治初期才從艋舺遷葬至此。時有日治時期艋舺人何賜卿素來不滿當局強徵民地，一名姓早川的日人爲租用新起街上的一片土地，因地上有個何姓墳墓不知如何處理乃向警務課市來課長請示。市來言：「既無人看管便予以鏟除」。適遷葬何氏墓時，何賜卿冒稱何炳南墓為其祖墳，要求將該墓保留於臺北苗圃以為難日本政府。何賜卿善辯，筆鋒亦銳，專與日本當局爲難，被稱為「文流氓」，與「武流氓」高老榮並列。臺語「流氓」寫作「鱸鰻」，此處解作「好汉」之意。何賜卿卯上日人早川，並向伊藤問策，伊藤說:「可要求他賠償，然後登報道歉！」交涉結果早川答應賠償，但登報道歉免談。何賜卿具狀向檢察局控告早川，早川便找上警務課長市來商討對策。明治36年（1903年）何賜卿被市來以一紙臺灣總督府命令書依「浮浪者取締條例」送火燒島浮浪者收容所管訓六年。期滿獲釋後遷住廈門，不久後病歿。